# Trio romantico
Il trio romantico è un gruppo di chitarristi e cantanti, originario dell'America Latina, che suona canzoni romantiche al ritmo di bolero, Son cubano, valzer, bambuco e pasillo, in generale.

## Il Gruppo
Il gruppo può essere composto da tre musicisti: prima chitarra, seconda chitarra e chitarra requinto o tres cubano, a volte possono esserci anche due chitarre e un piccolo strumento a percussione come le maracas, la clave o il güiro. Inoltre, i trii sono stati rinforzati a volte con la presenza di più musicisti, specialmente per le sessioni di registrazione, aggiungendo il basso acustico, le maracas, il bongo, le congas o qualche strumento da solista come una o due trombe e qualche volta anche un organo. Si trattava di risorse utilizzate dal trio Los Panchos, uno dei più famosi della storia, nonché da Los Hermanos Martínez Gil, contemporanei di Los Panchos.
Gli interpreti possono cantare armoniosamente 1ª, 2ª e 3ª voce o uno di loro può cantare da solo. Il requinto esegue le introduzioni, puentes (interludi) e le note di abbellimento.
Per la divulgazione dei trii, fu fondamentale lo sviluppo delle risorse comunicative del tempo come la radio, i film, i programmi in diretta in televisione e le registrazioni su dischi. Cuba, Messico, Perù e Portorico divennero la vera Mecca per i centri artistici, e molti artisti da tutta la regione parteciparono e si distinsero come compositori e artisti. Tra i trionfi internazionali più importanti ci sono Los Panchos, Los Tres Ases (Messico), Los Troveros Criollos (Perù), Los Tri-o (Colombia) ed altri.